# Federazione cestistica delle Isole Cook
La Federazione cestistica delle Isole Cook è l'ente che controlla e organizza la pallacanestro nelle Isole Cook.
La federazione controlla inoltre la nazionale di pallacanestro delle Isole Cook. Ha sede ad Avarua e l'attuale presidente è Nga Puna.
È affiliata alla FIBA dal 1985 e organizza il campionato di pallacanestro delle Isole Cook.